# Sclerocrangon intermedius
Sclerocrangon intermedius is een garnalensoort uit de familie van de Crangonidae.